# Champcervon
Champcervon foi uma comuna francesa na região administrativa da Normandia, no departamento Mancha. Estendia-se por uma área de 5,68 km². Em 2010 a comuna tinha 388 habitantes (densidade: 68,3 hab./km²).
Em 1 de janeiro de 2016, passou a formar parte da nova comuna de Le Grippon.